# 伊士活
伊士活（英語：Eastwood），是一個位於澳洲悉尼中心商務區西北方17（11英里）的市郊地區，郵政編號2122，人口大約1.6萬，自1980年代起已是熱門的華人聚居地（近年亦開始有不少韓國人遷入）。

## 人口
據2011年統計，伊士活屬於一個中產社會，其家庭週薪中位數為澳幣1,327元，略高於全國中位數的1,234元；當地常住人口中只有43.3%在澳洲出生，18.6%生於中國、6.8%生於韓國、5.3%生於香港、2.3%生於印度、1.9%生於斯里蘭卡；只有40.1%人口在家中講英語、16.1%講普通话、15.0%講粵語、8.0%講韓語、1.5%講意大利語、1.4%講泰米爾語。